# Cosmopolitan (revista)

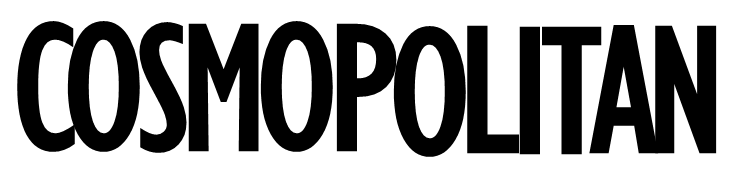
logotip

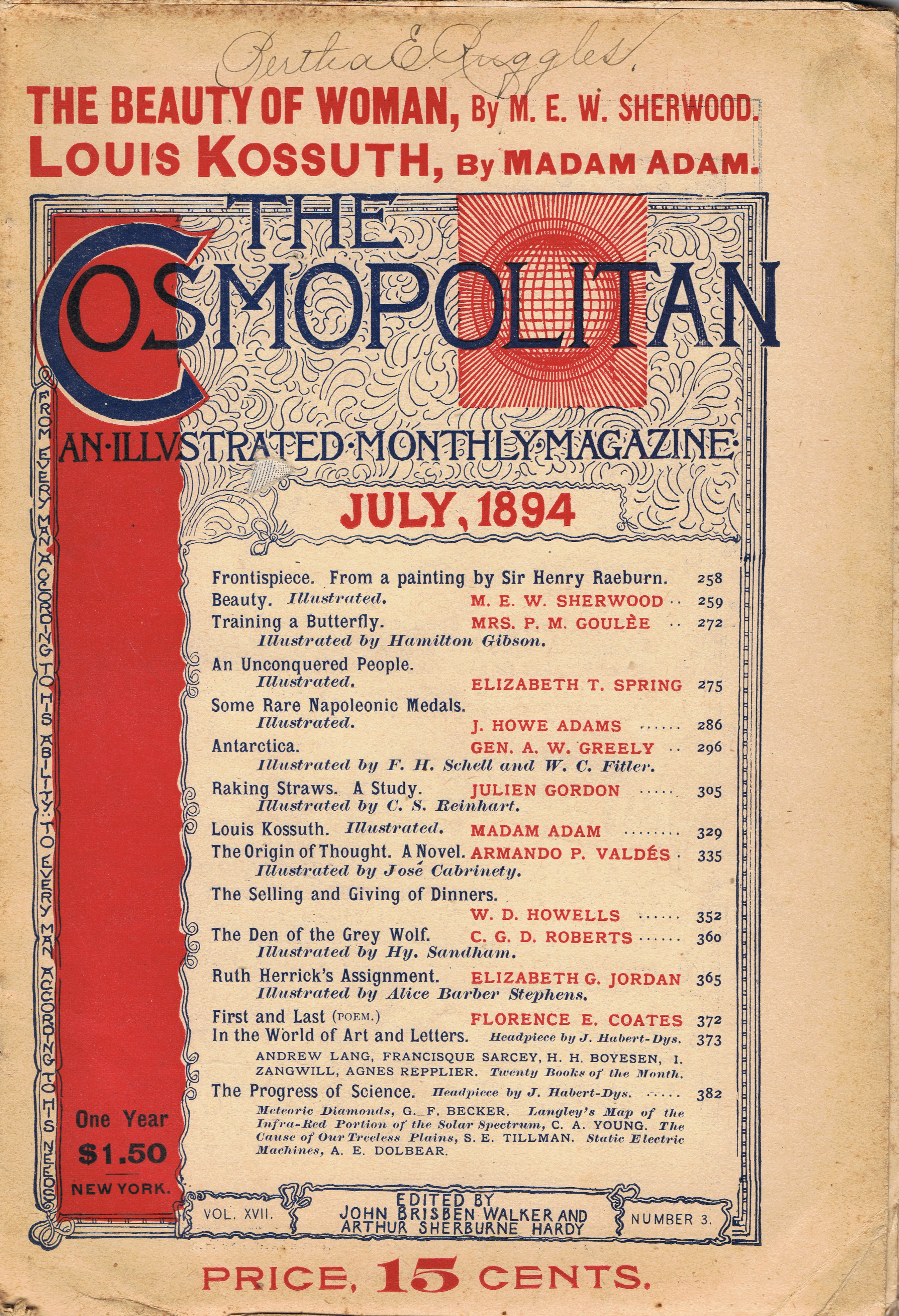
Edició de juliol de 1894

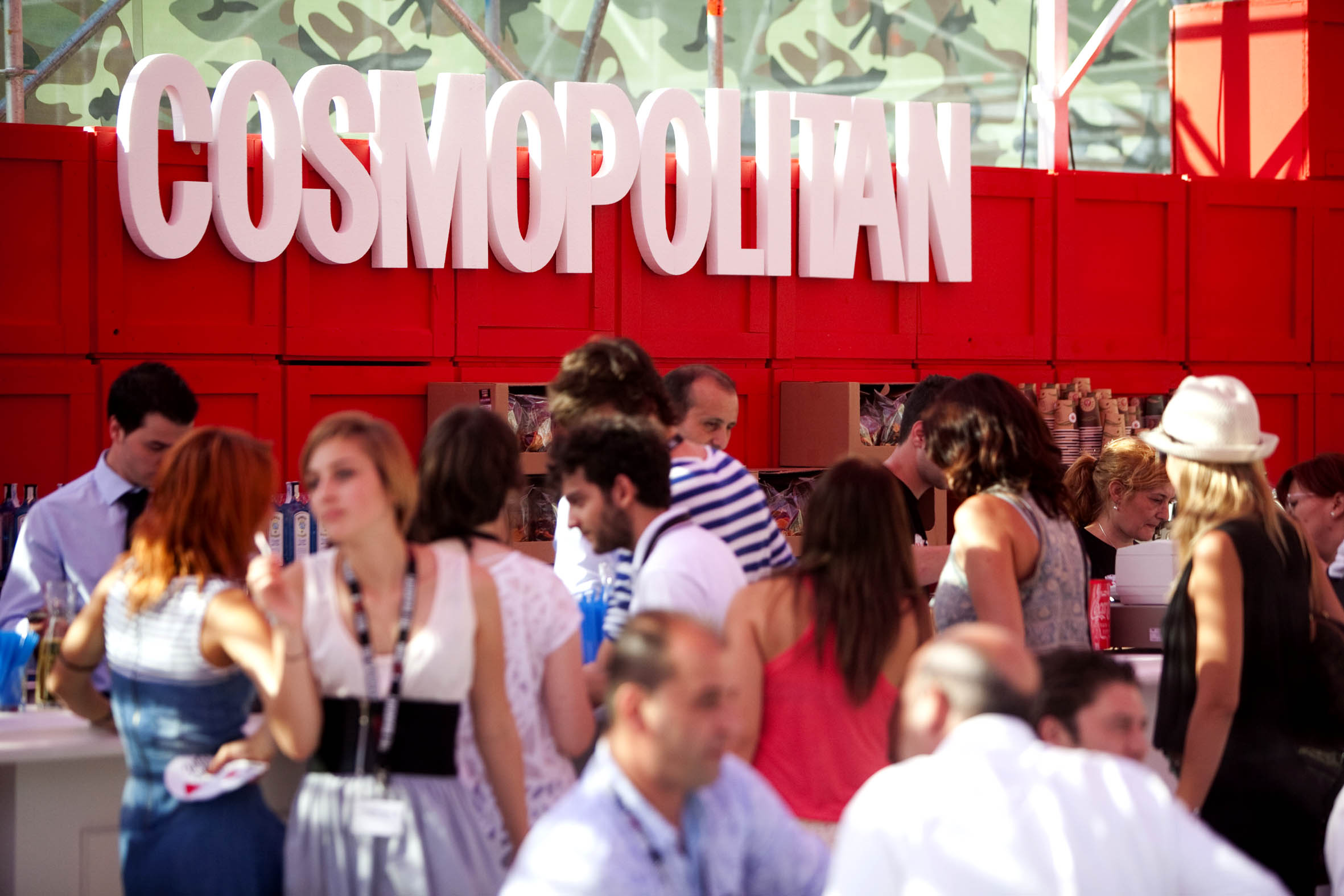
Stand de la revista a la fira The Brandery (2010)

Cosmopolitan és una revista femenina, coneguda popularment com a "Cosmo", que es publica des de fa més d'un segle. Va començar com una revista familiar, llançada el 1886 per Schlicht & Field com The Cosmopolitan.

## Història
Paul Schlicht va assenyalar als lectors de la seva primera edició que la seva publicació era una "revista familiar de primera classe", agregant que  hi haurà un departament dedicat exclusivament als interessos de la dona, amb articles de modes, decoració de la llar, cuina, i la cura dels nens, etc., també un departament per als membres joves de la família. "
El tiratge de Cosmopolitan va assolir els 25.000 exemplars aquell any, però el març de 1888 Schlicht & Field no van continuar en el negoci. John Brisben Walker va adquirir la revista el 1889, i E. D. Walker, anteriorment a Harper's Monthly, va arribar a ser el nou editor, introduint il·lustracions en color, i revisions de llibres i serials. Es va convertir en un interessant mercat per a la ficció, apareixent autors tals com Annie Besant, Ambrose Bierce, Theodore Dreiser, Rudyard Kipling, Jack London i Edith Wharton. La revista va arribar a un tiratge màxim de 75.000 exemplars el 1892.
El 1897 Cosmopolitan va anunciar plans de crear una escola lliure per correspondència: "No es farà cap càrrec de cap tipus a l'estudiant. Totes les despeses seran assumides per Cosmopolitan. No hi ha condicions, excepte dedicar un nombre d'hores a l'estudi." Quan 20.000 persones es van inscriure, Walker no va poder finançar l'escola i es va consultar als estudiants si podien contribuir amb 20 dòlars anuals. També el 1897, el text d'H. G. Wells, La Guerra dels Mons (The War of the Worlds) va ser publicada per capítols, així com First Man in the Moon (1900). Oliver Schreiner va contribuir amb un extens article sobre la Guerra dels Bòer.
El 1905 William Randolph Hearst va comprar la revista per 400.000 dòlars (10 milions en dòlars de 2006) i va contractar el periodista Charles Edward Russell, qui va contribuir amb sèries d'articles d'investigació, com ara "El Creixement de les Classes Socials a Amèrica" (març de 1907).
Altres col·laboradors durant aquest període inclouen Alfred Henry Lewis, Sinclair Lewis, David Graham Phillips, George Bernard Shaw, Upton Sinclair i Ida Tarbell. Entre els il·lustradors trobem Francis Attwood, Dean Cornwell, James Montgomery Flagg i Harrison Fisher.
Amb un tiratge d'1.700.000 exemplars en la dècada de 1930, Cosmopolitan tenia ingressos per publicitat de 5 milions de dòlars. Durant la Segona Guerra Mundial, les vendes van arribar a 2.000.000 d'exemplars.
La revista va començar a publicar-se sense temes de ficció des de la dècada de 1950. La circulació va baixar sota el 
milió d'exemplars el 1955, en un moment en el qual les revistes es van desconcertar davant la massificació de la televisió oberta als Estats Units. L'era daurada de les revistes va arribar a la seva fi com a mercat de mitjans, les revistes generals van donar pas a publicacions d'interessos específics.

### L'era de Helen Gurley Brown
La circulació de Cosmopolitan va continuar decaient en els Estats Units durant la dècada següent fins que Helen Gurley Brown es va transformar en editora el 1965, i va remodelar completament la revista. A inicis de la dècada de 1970, Cosmopolitan es va convertir en una revista femenina amb la vistosa portada d'una alguna dona, normalment en vestit curt o en biquini.
En els primers anys de Brown com a editora, la revista va rebre gran quantitat de crítiques. Molta gent va quedar impactar davant del nou missatge de la que abans era una revista literària. Brown va desatendre les crítiques i va continuar imprimint la revista que ella va visionar en el seu nou format.
La revista va publicar a les pàgines centrals unes fotos seminues de l'actor poc conegut en aquell moment, Burt Reynolds, l'abril de 1972. Va ser un escàndol per a l'època. L'edició va generar gran controvèrsia, elevant Cosmopolitan i Reynolds al cim de la cultura popular nord-americana.
Després la revista i en particular les seves històries de portada han agafat un to sexual més explícit. L'edició del Regne Unit de la revista Cosmopolitan, que va començar la començament de 1923, va ser molt coneguda per la seva explícita sexualitat, amb un llenguatge gruixut, nus masculins i cobertura de molts temes tabús. Recentment, CosmoGIRL!, una sub-revista dedicada a les joves, va ser creada per un equip internacional de lectores. Una altra sub-revista, Cosmopolitan Men, està dirigida als lectors masculins.
Cosmopolitan s'ha caracteritzat no només pels seus apunts relacionats amb la sexualitat. També lliura informació de salut i benestar, xafarderies de l'espectacle, etc.
En la seva edició de gener de 1988, Cosmopolitan va llançar una campanya per treure la por de les dones a contreure el VIH segons havien indicat resultats mèdics. L'article indicava que el sexe sense protecció amb un home VIH positiu no posava en risc la dona, assenyalant que "molts heterosexuals no estan en risc" i que era impossible transmetre el VIH practicant sexe en la posició del missioner. Aquest article va provocar la ira dels activistes pels drets dels homosexuals i els malalts de sida que van sentir que es demonitzava a la comunitat gai davant l'heterosexual utilitzant l'epidèmia.
Cosmopolitan té lectores en més de cent països i és publicada en 32 idiomes, incloent l'espanyol, coreà, portuguès, suec, hebreu, romanès, rus, alemany, italià i francès.

### Cosmoper a homes
Encara que Cosmopolitan ha estat tradicionalment una revista femenina que parla de temes com sexe, salut, benestar i modes, recentment també s'ha enfocat als homes. Cosmo for your guy  apareix en cada edició com una secció exclusiva per als homes. Cosmopolitan també recluta representants del sexe masculí dins del seu equip per respondre les preguntes de les lectors femenines que no poden consultar sobre determinats temes als homes.
El 2011 l'edició estatunidenca de la revista va llançar una publicació especialment per a homes: Cosmo For Guys (CFG), disponible només per a tablets (de moment, específicament per a iPad) a fi de donar "una major privacitat a aquells homes que desitgin llegir Cosmopolitan sense que ho sàpiguen altres homes o dones".
No és la primera vegada que la revista tracta de conquerir els homes. El 1978 publicà Cosmopolitan Man, però no va passar del número de prova (el d'abril, que portava en portada a l'actriu francesa Aurore Clément i a Jack Nicholson) i el 1989 va repetir l'intent, publicant-ho com a suplement, però només en van sortir dos.
El desembre de 2019 Cosmopolitan UK va presentar la revista de gener de l'any següent, en la qual l'actor Jonathan Van Ness (l'estrella de Queer Eye) apareixia a la portada, la primera en 35 anys en mostrar un home, després que ho fes Boy George el desembre de 1984.